# フローレンス・アルトー
フローレンス・アルトー（Florence Arthaud、1957年10月28日 - 2015年3月9日）は、フランスの船乗り。ブローニュ=ビヤンクール出身。1990年、それまでの記録を2日上回り、単独での北大西洋横断の最速記録を樹立した。
2015年、TF1のリアリティテレビ番組であるDroppedに参加した。2015年3月9日、この番組の撮影中に、アルゼンチンでのビジャ・カステリのヘリコプター墜落事故で他の9人と共に亡くなった。